# Rodolpho Toski
Rodolpho Toski Marques (* 5. April 1987) ist ein brasilianischer Fußballschiedsrichter.
Toski leitet seit 2015 Spiele in der brasilianischen Serie A; bislang hatte er über 80 Einsätze.
Von 2017 bis 2022 stand Toski auf der Liste der FIFA-Schiedsrichter und leitete internationale Fußballpartien. In dieser Zeit hatte er zwei Einsätze in der Copa Libertadores und acht Einsätze in der Copa Sudamericana. Zudem wurde Toski bei der U-17-Südamerikameisterschaft 2019 in Peru eingesetzt, bei der er fünf Spiele leitete.
Seit 2023 steht Toski als Videoschiedsrichter auf der FIFA-Liste und wird seitdem ausschließlich als VAR bei internationalen Fußballspielen eingesetzt. Toski war bei der U-20-Weltmeisterschaft 2023 in Argentinien und bei der Copa América 2024 in den USA als Videoschiedsrichter im Einsatz.